# سلفستر نتيبانتونغانيا
سلفستر نتيبانتونغانيا (بالفرنسية: Sylvestre Ntibantunganya)‏ (و. 1956 – م) هو سياسي من بوروندي .

## روابط خارجية
- سلفستر نتيبانتونغانيا على موقع الموسوعة البريطانية (الإنجليزية)
- سلفستر نتيبانتونغانيا على موقع مونزينجر (الألمانية)